# Vitry-aux-Loges
Vitry-aux-Loges és un municipi francès, situat al departament del Loiret i a la regió de Centre – Vall del Loira. L'any 2007 tenia 1.827 habitants.

## Demografia

### Població
El 2007 la població de fet de Vitry-aux-Loges era de 1.827 persones. Hi havia 780 famílies, de les quals 244 eren unipersonals (104 homes vivint sols i 140 dones vivint soles), 268 parelles sense fills, 224 parelles amb fills i 44 famílies monoparentals amb fills.
La població ha evolucionat segons el següent gràfic:
Habitants censats

### Habitatges
El 2007 hi havia 964 habitatges, 795 eren l'habitatge principal de la família, 114 eren segones residències i 55 estaven desocupats. 890 eren cases i 70 eren apartaments. Dels 795 habitatges principals, 540 estaven ocupats pels seus propietaris, 238 estaven llogats i ocupats pels llogaters i 17 estaven cedits a títol gratuït; 20 tenien una cambra, 78 en tenien dues, 168 en tenien tres, 207 en tenien quatre i 322 en tenien cinc o més. 648 habitatges disposaven pel capbaix d'una plaça de pàrquing. A 335 habitatges hi havia un automòbil i a 362 n'hi havia dos o més.

### Piràmide de població
La piràmide de població per edats i sexe el 2009 era:
| Homes | Edats   | Dones |
| ----- | ------- | ----- |
| 0     | 95 o +  | 8     |
| 8     | 90 a 94 | 4     |
| 12    | 85 a 89 | 48    |
| 12    | 80 a 84 | 32    |
| 36    | 75 a 79 | 60    |
| 32    | 70 a 74 | 44    |
| 60    | 65 a 69 | 48    |
| 52    | 60 a 64 | 36    |
| 44    | 55 a 59 | 44    |
| 52    | 50 a 54 | 48    |
| 52    | 45 a 49 | 80    |
| 84    | 40 a 44 | 48    |
| 44    | 35 a 39 | 72    |
| 64    | 30 a 34 | 60    |
| 28    | 25 a 29 | 40    |
| 40    | 20 a 24 | 28    |
| 60    | 15 a 19 | 52    |
| 72    | 10 a 14 | 48    |
| 60    | 5 a 9   | 60    |
| 36    | 0 a 4   | 52    |

## Economia
El 2007 la població en edat de treballar era de 1.138 persones, 881 eren actives i 257 eren inactives. De les 881 persones actives 830 estaven ocupades (459 homes i 371 dones) i 51 estaven aturades (24 homes i 27 dones). De les 257 persones inactives 102 estaven jubilades, 81 estaven estudiant i 74 estaven classificades com a «altres inactius».

### Ingressos
El 2009 a Vitry-aux-Loges hi havia 774 unitats fiscals que integraven 1.840,5 persones, la mediana anual d'ingressos fiscals per persona era de 19.339 €.

### Activitats econòmiques
Dels 89 establiments que hi havia el 2007, 3 eren d'empreses alimentàries, 6 d'empreses de fabricació d'altres productes industrials, 20 d'empreses de construcció, 14 d'empreses de comerç i reparació d'automòbils, 5 d'empreses de transport, 5 d'empreses d'hostatgeria i restauració, 2 d'empreses d'informació i comunicació, 5 d'empreses financeres, 3 d'empreses immobiliàries, 13 d'empreses de serveis, 7 d'entitats de l'administració pública i 6 d'empreses classificades com a «altres activitats de serveis».
Dels 25 establiments de servei als particulars que hi havia el 2009, 1 era una oficina de correu, 2 oficines bancàries, 2 tallers de reparació d'automòbils i de material agrícola, 6 paletes, 3 guixaires pintors, 7 lampisteries, 1 electricista, 2 perruqueries i 1 restaurant.
Dels 7 establiments comercials que hi havia el 2009, 1 era un supermercat, 1 una botiga de més de 120 m², 2 fleques, 1 una fleca, 1 una peixateria i 1 una botiga de material de revestiment de parets i terra.
L'any 2000 a Vitry-aux-Loges hi havia 22 explotacions agrícoles que ocupaven un total de 776 hectàrees.

## Equipaments sanitaris i escolars
El 2009 hi havia 1 farmàcia i 1 ambulància.
El 2009 hi havia 1 escola maternal i 1 escola elemental.
Vitry-aux-Loges disposava d'un centre de formació no universitària superior.

## Poblacions més properes
El següent diagrama mostra les poblacions més properes.